# Stutensee

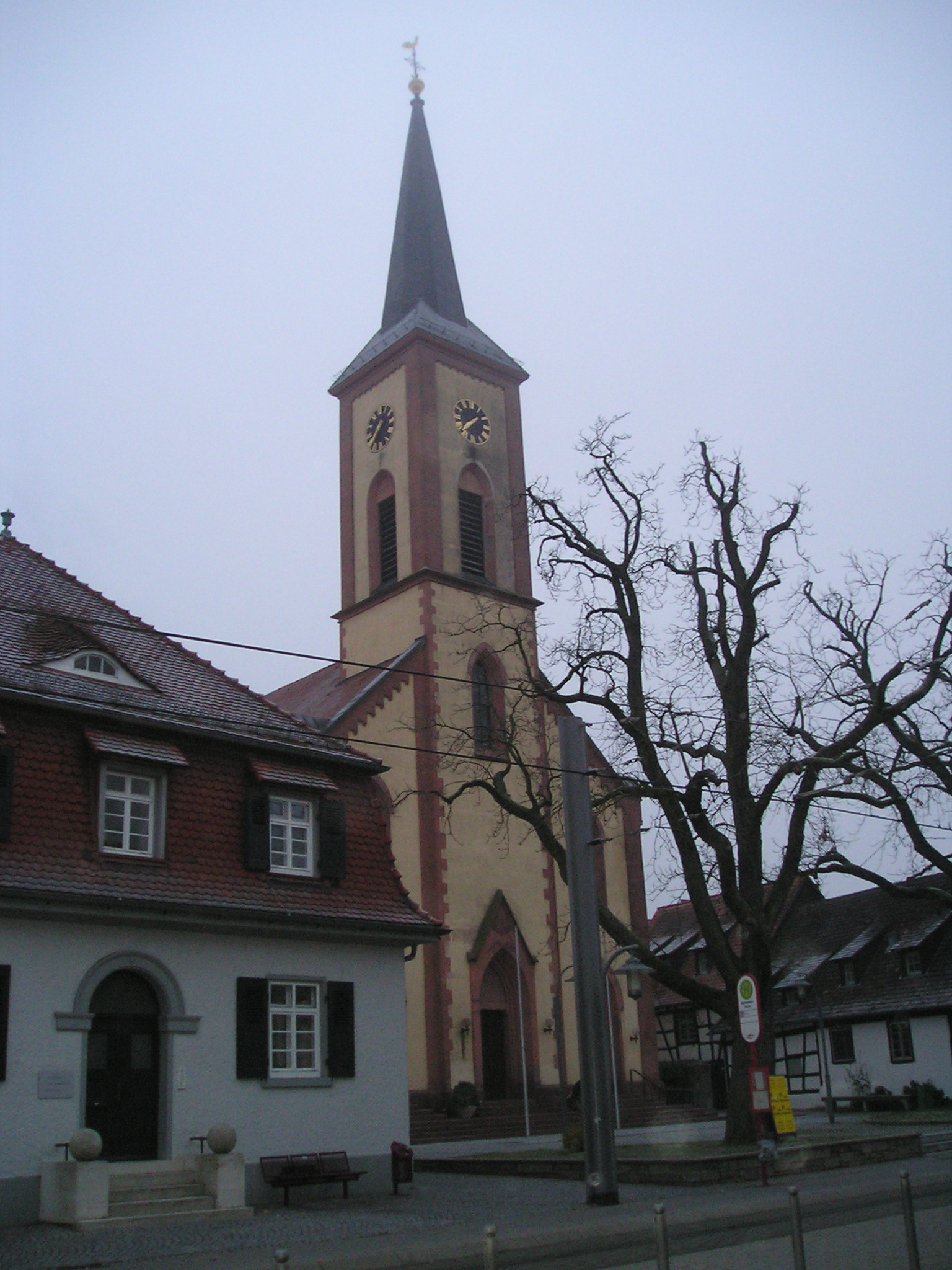
Kościół ewangelicki w dzielnicy Blankenloch

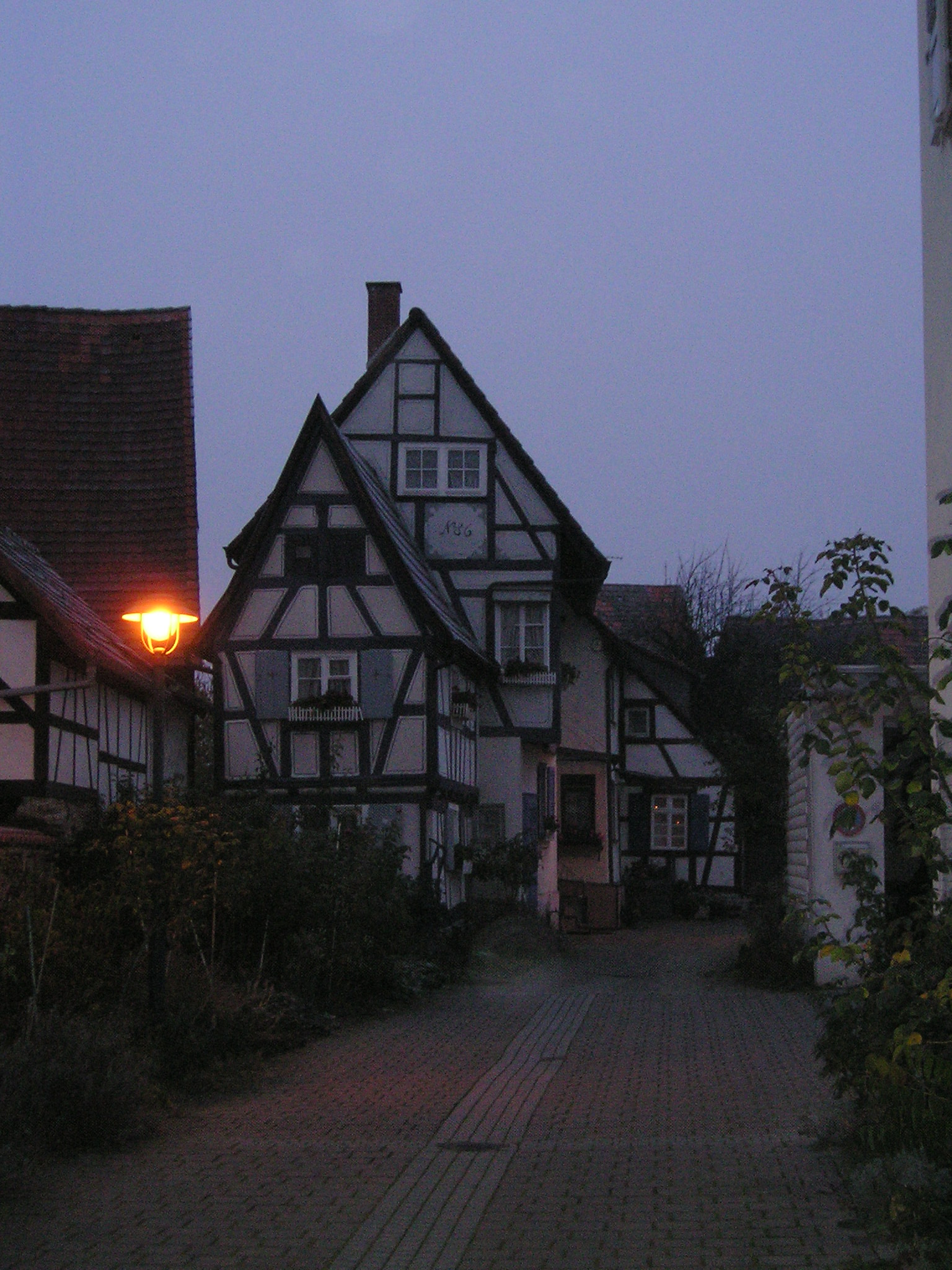
Uliczka Rathausgässle w dzielnicy Blankenloch

Stutensee – miasto w Niemczech, w kraju związkowym Badenia-Wirtembergia, w rejencji Karlsruhe, w regionie Mittlerer Oberrhein, w powiecie Karlsruhe. Leży nad Pfinz, ok. 7 km na północ od Karlsruhe, przy autostradzie A5 i linii kolejowej Mannheim – Bazylea.